# Maria Rosa Coccia
Pour les articles homonymes, voir Coccia.
Maria Rosa Coccia, née le 4 janvier 1759 à Rome et morte en novembre 1833 dans la même ville, est une claveciniste et compositrice italienne.

## Biographie
Maria Rosa Coccia est née à Rome et a étudié avec Sante Pesci. À l'âge de 13 ans, elle a composé six sonates pour clavecin et l'oratorio Daniello, interprétés la même année à l'Oratoire S. Filippo Neri, défiant une tradition selon laquelle les femmes n'étaient pas autorisées à assister à l'événement. 
En 1716, le pape Clément XI avait décrété que toute personne pratiquant la musique à Rome devait s'inscrire à l’Accademia di Santa Cecilia et réussir l'examen pour devenir maître de chapelle. À 16 ans, Coccia réussit l'examen et reçoit le titre mais, à cause de son sexe, elle ne fut jamais autorisée à exécuter les tâches du poste, bien que sa musique soit interprétée. En tant que compositrice en exercice, elle a été admise à l'Accademia de Forti à Rome.
En 1780, le maître de chapelle Francesco Capalti, de la cathédrale de Narni, attaqua la composition de l'examen de Coccia et son titre. Elle a été défendue par Michele Mallio dans son Elogio storico della signora Maria Rosa Coccia romana (Rome, 1780), contenant des lettres de soutien de Metastasio, Farinelli et Giovanni Battista Martini,. En 1784, Pasquale Antonio Basili (it) a publié une lettre ouverte en faveur de Coccia et contre la critique de Capalti. Maria Rosa Coccia est décédée à Rome.

## Œuvres (sélection)
- Six sonates pour le clavecin
- Daniello nel lago dei leoni, oratorio en deux parties, Rome, Chiesa Nuova, 1772 [œuvre perdue]
- L'isola disabitata (P. Metastasio), 1772 [œuvre perdue]
- Hic vir despiciens mundum, fugue à 4 voix, Rome, 1774  (test d'examen pour l'obtention du titre de maître de chapelle de la congrégation de Sainte-Cécile)
- Magnificat, pour soprano, contralto et orgue (1774)
- Dixit Dominus, 8 voix, orgue (1775)
- Il trionfo d'Enea, chanté en deux parties (1779)
- Arsinoe, cantate, 4 voix et orchestre (1783)
- Confitebor, pour soprano et orgue
- ‘Qualche lagrime spargete’ de Semiramide [œuvre perdue]
- Salve Regina, pour 2 voix et orgue
- Veni Creator Spiritus, pour 4 voix et orgue
- 4 psaumes [œuvre perdue]